# Hemiblossia brunnea
Espèce
Hemiblossia brunnea est une espèce de solifuges de la famille des Daesiidae.

## Distribution
Cette espèce est endémique du Kenya.

## Publication originale
- Lawrence, 1953 : A collection of African Solifugae in the British Museum (Natural History). Proceedings of the Zoological Society of London, vol. 122, no 3, p. 955–972.